# Кіселиці (гміна)
Гмі́на Кіселі́це (пол. Gmina Kisielice) — місько-сільська гміна у північній Польщі. Належить до Ілавського повіту Вармінсько-Мазурського воєводства.
Станом на 31 грудня 2011 у гміні проживало 6210 осіб.

## Територія
Згідно з даними за 2007 рік площа гміни становила 172.80 км², у тому числі:
- орні землі: 72.00%
- ліси: 12.00%

Таким чином, площа гміни становить 12.48% площі повіту.

## Населення
Станом на 31 грудня 2011:
| Опис     | Загалом | Загалом | Чоловіки | Чоловіки | Жінки | Жінки |
| -------- | ------- | ------- | -------- | -------- | ----- | ----- |
| одиниця  | осіб    | %       | осіб     | %        | осіб  | %     |
| все      | 6210    | 100     | 3168     | 51.01    | 3042  | 48.99 |
| міське   | 2187    | 100     | 1091     | 49.89    | 1096  | 50.11 |
| сільське | 4023    | 100     | 2077     | 51.63    | 1946  | 48.37 |

## Сусідні гміни
Гміна Кіселіце межує з такими гмінами: Біскупець, Ґардея, Ілава, Ласін, Прабути, Суш.